# Логин Ярослав
Ярослав Логин (англ. Jaroslaw (Yaroslaw) Lohyn; нар.21 січня 1911 року, Байківці, Тернопільщина — пом.8 липня 1970 року, Мельбурн) — український культурно-громадський діяч, журналіст, довголітній редактор часопису «Єдність», член УНРади.

## Біографія
Закінчив гімназію в Тернополі, арештовувався поляками. Студіював економіку і журналістику у Празі, Парижі, право в Берліні. Член УНРади від ОУН(м).
Від 1949 в Австралії. Перший голова української громади південної Австралії (1949—1950), співтворець СУОА, редактор газети «Єдність» (англ. The Concord) в Аделаїді (1949—1955), уповноважений Виконавчого Органу УНРади на Австралію, член теренового керівництва ОУН в Австралії (1949—1970). Від 1955 проживав у Мельбурні, де й помер 8 липня 1970 року та похований.